# Rúrská krize
Rúrská krize (německy Ruhrbesetzung, obsazení Porúři) začala roku 1923 v Německu. Název dostala podle řeky Rúr (Ruhr).
Německo přestalo platit reparace, francouzsko-belgická armáda proto obsadila Porúří s cílem vzít si to, co jim Německo dluží. V Německu to vyvolalo pasivní odpor (přestalo se vyrábět a těžit). Začalo zde docházet k hyperinflaci a hrozila revoluce (posílilo dělnické hnutí i komunistická strana). Francie byla (na nátlak Západu) donucena odejít z Německa.
Výsledkem bylo vypracování Dawesova plánu.